# يانبلاق (تكاب)
يانبلاق (بالفارسية: یانبلاق) هي قرية تقع في إيران في Takab Rural District. يقدر عدد سكانها بـ 52 نسمة بحسب إحصاء 2016.